# Hypochrysa elegans
Espèce
Synonymes
Chrysopa elegans Burmeister, 1839
Hypochrysa elegans est une espèce d'insectes névroptères de la famille des Chrysopidae. Elle est trouvée en Europe et au Moyen-Orient.